# Quimper Kerfeunteun Football Club
Maillots
Actualités
Le Quimper Kerfeunteun Football Club, abrégé en Quimper Kerfeunteun FC, est un club de football français fondé en 1905 et situé à Quimper dans le Finistère.
Il est fondé sous le nom de Stade quimpérois. Il prend son nom actuel en 2011, en référence à Kerfeunteun, un quartier de la ville.
Fondé en 1905 sous le nom de Stade quimpérois, le club atteint les divisions nationales pour la première fois en 1914 mais s'y maintient que dans les années 1950, jouant alors en CFA. Malgré un passage à vide de 1957 à 1962, le club se maintient dans le premier échelon amateur. Dès le début des années 1970, le club profite de la fin de la séparation entre les professionnels et amateurs pour atteindre la Division 2 (ou National) où il restera durant 16 saisons, atteignant à son paroxysme, la 4e place en 1989. Cependant, de nombreuses difficultés financières vont entraîner le club vers sa chute, retournant au niveau régional en 1997. Remontant au niveau national en 2007, le club prend son nom actuel en 2011 lorsque le Quimper Cornouaille FC fusionne avec l'Étoile Sportive de Kerfeunteun pour former le Quimper Kerfeunteun Football Club. La fusion combinée à un manque de finance va avoir pour conséquence, la dégringolade du club, passant du CFA (4e division) en 2010 à la DRH (9e division) en 2016. Depuis 2016, le club finistérien est remonté de 3 échelons pour jouer à ce jour en Régional 1 (6e échelon).
Entraînée depuis 2022 par Saïf Basli, l'équipe première évolue actuellement en Régional 1 dès suite de sa première place en Régional 2, la saison précédente.

## Histoire du club

### Fondation du club, ascension fulgurante (1905-1914)
Le 21 octobre 1905, lors d'une assemblée générale à la Salle Autrou, le Stade quimpérois est fondé et deux jours plus tard, le club est déclaré en préfecture.[réf. nécessaire] Le club joue ses matchs au vélodrome du Ludugris. L'année suivante, le club est affilié au Comité de Bretagne de l'USFSA et participe au championnat de 2e série (2e division). En 1911, le club participe pour la première fois au championnat de Basse-Bretagne (1er échelon régional et remporte le championnat en 1913 et en 1914. En 1914, le club participe au Championnat de France de l'USFSA et remporte ses deux premiers matchs mais lors du 3e tour contre le Stade Malherbe de Caen, les quimpérois sont contraints de déclarer forfait.

### Coup d'arrêt puis domination au niveau régional (1914-1938)
Entre 1914 et 1915, tous les championnats sont stoppés et en 1916 remporte de nouveau le championnat de Basse-Bretagne. Durant la Première Guerre Mondiale, la moitié des joueurs de l'équipe sont tués dans les tranchées.
En 1920, le club déménage du Ludugris à l'hippodrome de Kerhuel, réaménagé en stade de football. En 1921, le club participe à sa première Coupe de France, le club était inscrit en 1920 mais après une victoire lors du 1er tour, le Stade Q est disqualifié. Cette même saison, le club participe pour la première fois à la Division d'Honneur de la Ligue de l'Ouest où il termine second du championnat. En 1924, le club termine premier de son groupe de DH pour la première fois. Lors de la finale entre les premiers de chaque groupe, le Stade Q s'impose contre l'US Servannaise et remporte son premier trophée régional. Cette même saison, le club fait le doublé puisque le club quimpérois remporte sa première Coupe de l'Ouest. De 1925 à 1928, le club termine à trois fois d'affilée, premier de son groupe et durant cette période, remporte deux fois le tour final,,. En 1928, le SQ est le club le plus titré en DH avec le Stade rennais et est le club ayant remporté le plus de titres régionaux puisque l'équipe a remporté à cette époque, trois DH et deux coupes de l'Ouest.
En 1926, pour sa première participation en 32e de finale de la Coupe de France, le club élimine le Limoges FC 4 à 1, il se qualifie pour les 16e de finale, le club joue contre l'Amiens AC mais il perd le match 2 à 1. En 1928, le club atteint de nouveau les 16e de finale mais est éliminé par le Red Star, vainqueur de la compétition lors de cette saison. En 1929, le club se fait éliminer par le CA Paris en 32e de finale de la Coupe de France. Durant les années 1930, le club atteint à trois reprises les 32e de finale de la Coupe de France, éliminé par le SC la Bastidienne Bordeaux, le Red Star et par le Stade rennais. Lors de la saison 1932-1933, le club remporte de nouveau la DH, pour la quatrième fois et est avec le CS JB Angers, de nouveau le club ayant remporté le plus de DH. Durant cette saison, le club fait de nouveau le doublé puisqu'il remporte sa troisième Coupe de l'Ouest. En 1938, après avoir remporté pour la cinquième fois, la DH Ouest, le club participe à l'édition 1938 du Championnat de France amateur (CFA).

### Arrivée au niveau national (1938-1956)
Pour sa première participation à une compétition nationale depuis son affiliation à la FFF, le club breton est placé dans le groupe « Ouest ». Le Stade Q, novice au niveau national, surprend puisqu'il remporte ses trois matchs de poule, deux buts à un contre l'AS Charentes, deux buts à zéro contre l'AAEE rue Saint-Jean et un but à zéro contre le Club deportivo espanol. Pour les demi-finales, l'équipe est tirée au sort avec le FC Scionzier, finaliste de l'édition précédente. Le match se dispute à Juvisy, le 15 mai 1938, le match commence et le SQ domine la première mi-temps et marque un premier but rapidement. Peu après, un second but est évité, le tir s'écrasant sur la barre. À la reprise, les bretons, avec deux blessés, sont submergés et les Montagnards marquent trois fois. Comme la saison précédente, le FC Scionzier est en finale.
En 1939, le club termine 10e sur 12 soit dans le bas de tableau de la Division d'Honneur. À la suite du commencement de la Seconde Guerre Mondiale, le club joue à la coupe des Aînés lors de la saison 1939-1940 et à la Coupe de l'Avenir, lors de la saison 1940-1941,. En 1941, les championnats régionaux sont restaurés et pour cette première saison, le club termine premier de Division Supérieure. Après trois saisons dans le milieu de tableau, les championnats d'avant-guerre sont réintégrés. Entre 1943 et 1944, les quimpérois participent au CFA, terminant 6e sur 10 du groupe H. En 1945, le club joue en DH (4e échelon) jusqu'en 1949 ou en finissant 1er de DH, accèdent à la CFA (3e échelon). En 1948, le club atteint de nouveau les 16e de finale de la Coupe de France, mais l'OGC Nice les élimine 4 à 2.
En 1949, le club remporte la DH et par conséquent monte en CFA. En 1950 et 1951, le club atteint par deux fois les 32e de finale de la Coupe de France, ils sont éliminés par le Red Star et par Troyes. Lors de la saison 1950-1951, le SQ termine à la première place du groupe « Ouest » du CFA et participe à la poule finale. Dans cette poule finale, le club quimpérois ne parvint à remporter aucun match et par conséquent termine dernier de la poule. Durant cette poule, les quimpérois vont encaisser huit buts lors d'un match contre le CS Sedan,. Dès lors, le club va stagner en CFA et va naviguer dans le milieu de tableau, 7e en 1953 ainsi qu'en 1954. En 1954, le Stade rennais élimine le club en 32e de finale de la Coupe de France au Stade Ménez-Paul de Brest. En 1956, après une saison ratée, le club termine 11e sur 13 et redescend donc en DH, au niveau régional.

### Les années Edmond Le Maître: du fond jusqu'à la D2 (1956-1971)
Le club stagne en DH durant deux saisons. En 1958, le club est de nouveau éliminé en 32e de finale de la Coupe de France, cette fois-ci par un autre club francilien, en l'occurence le RC Paris. Mais lors de la saison 1958-1959, le club termine de nouveau 11e, mais cette fois de DH, le club descend pour la première fois de son histoire en DHR. En 1959, le club au plus bas voit l'arrivée d'Edmond Le Maître comme entraîneur. Pour sa première saison en DRH, le club surclasse ses adversaires, remportant 20 de ses 22 matchs, le club termine premier de sa poule et remonte en DH. Après une saison en DH au bord de la zone de relégation, le club termine de nouveau 1er et retrouve la CFA, 6 ans après l'avoir quittée.
Après une neuvième place, le club termine second puis jouera dans le milieu de tableau pendant plusieurs saisons. En 1964, les Quimpérois sont éliminés en 32e de Coupe de France par l'US Le Mans. À la fin de la saison 1967-1968, le club joue son dernier match au stade de Kerhuel, devenu trop vétuste et aujourd'hui utilisé par l'équipe féminine. Le club déménage au nouveau stade de Penvillers de Kerfeunteun, inauguré le 25 août 1968 et pouvant accueillir 18 000 spectateurs,. Pour sa première saison à Penvillers, le club termine second de sa poule à trois points du leader, le Stade lavallois. En 1970, bien qu'il termine 6e à la suite de la réforme des championnats, le club accède à la nouvelle Division 2 (appelée National) sur dossier, tout comme 18 autres clubs.
Grâce à cette réforme des championnats, le Stade Quimpérois est donc promu dans la nouvelle National. Pour sa première saison dans un niveau semi-professionnel, l’équipe d’Edmond Le Maître se maintient en terminant 11e sur 16 bien qu'elle possède la pire attaque des 3 groupes avec 24 buts marqués. Cette saison est marquée par la présence du Paris Saint-Germain, tout juste fondé, qui attire 8 450 spectateurs à Penvillers et de deux autres clubs bretons, le Stade brestois et le FC Lorient. En Coupe de France, le club atteint les seizièmes de finale et est éliminé par Mantes,.

### Stabilisation en Division 2 et professionnalisation (1971-1987)
La seconde saison du club en National (2e division) ne sera pas sans son coach emblématique Edmond Le Maître, en poste depuis 1959, le nazairien laisse sa place à Marcel Mao, ancien joueur du club. Cette saison sous son nouvel entraîneur est plus compliquée que la première saison, l’attaque marque tout comme la dernière saison ainsi que la défense qui encaisse autant que la saison précédente mais les résultats sont décevants, seul le début de saison est bon avec 2 victoires lors des 3 premiers matchs. Finalement, l’équipe termine dernière place de son groupe et est reléguée pour la première fois en Division 3.
Après la relégation en Division 3, le club retourne au niveau totalement amateur qu’il avait quitté il y a 2 années. L’équipe de Marcel Mao se retrouve dans la poule « Ouest » avec notamment l’US Concarneau, autre club sud-finistérien et le Paris Saint-Germain qui, à la suite de son démantèlement, repart de zéro au niveau amateur. Cette saison est réussie mais insuffisante pour être promu en Division 2, puisque le club termine quatrième et jouera en Division 3, la saison suivante. Durant cette saison, le club s'illustre en battant le PSG, à Penvillers, deux buts à zéro. La saison suivante, 1973-1974, le club joue la montée coûte que coûte. Le club termine second mais cela est suffisant pour monter en Division 2 car le premier du groupe était une équipe réserve. En Coupe de France, le club est éliminé en 32e de finale par les Girondins de Bordeaux, club de première division après avoir tenu le 0-0 pendant 120 minutes.
Le club retrouve la Division 2, deux ans après l’avoir quittée. En Coupe de France, le club est de nouveau éliminé en 32e de finale, cette fois-ci par le Stade brestois. Pour la troisième saison du club en Division 2, le club se retrouve dans le groupe A avec notamment le FC Lorient et le Stade brestois. Cette saison, un système de points bonus est mis en place, un point est attribué à chaque victoire par deux buts ou plus d’écart. La saison est compliquée pour le promu puisqu'il est relégué deux matchs avant la fin de la saison après une seconde partie de saison catastrophique. Cette saison sera marquée par une affluence record, 10 193 spectateurs ont assisté au derby entre les quimpérois et le FC Lorient au stade de Penvillers. Le club retourne en Division 3, dans un groupe « Ouest » comportant l’US Concarneau et le CS Penmarch comme clubs sud-finistériens. La saison est réussie pour le SQ puisque le club termine second et comme il y a 2 ans, le club est promu car le premier est une équipe réserve. Durant la saison, le stade accueille plus de 3 000 spectateurs en moyenne à chaque match, ce qui plus que lors de deux premières saisons du club en Division 2, alors appelée National.
Le club remonte de nouveau en Division 2, cette saison, le club vise le maintien mais la saison sera une réussite. Marcel Mao quitte le club et c’est Robert Dewilder qui prend la tête de la formation finistérienne. Malgré un début de saison compliqué et une journée dans la zone de relégation, le club joue toute la fin de saison entre la 4e et la 7e place. Finalement, le Stade Q termine à une honorable 5e place pour un promu. Les saisons suivantes verront succéder 3 entraîneurs, Robert Dewilder, Jean Brélivet et Joël Le Bris. Durant ces 4 saisons, le club stagne dans la seconde partie de classement, terminant à trois reprises 13e, en 1978, 1979 et 1981 et 12e en 1980. Lors de la saison 1980-1981, le record d'affluence du club est battu puisque lors d'un derby finistérien face au Stade brestois, 11 102 spectateurs se rendent à Penvillers soit 1 000 de plus que le précédent record. Durant cette période, le club atteint à deux reprises les 16e de finale de Coupe de France et une fois les 32e de finale. La saison 1981-1982 sous Marc Rastoll, 4e entraîneur en 5 ans, est un échec sportif. Malgré avoir atteint les 32e de finale en coupe, Quimper termine dernier de sa poule avec 20 points et redescend en Division 3, pour la première fois depuis 1975.
De retour en D3, le club repart au niveau amateur. La saison commence et le club débute favori à la promotion et joue dans le haut de tableau. L’équipe connaît une période difficile avec une élimination de Coupe de France au 5e tour par la Stella Maris de Douarnenez. Durant ce temps, Quimper s’offre un succès huit à zéro contre la réserve du Havre. La seconde partie de saison est une réussite avec neuf matchs sans défaite. Finalement, le club termine 3e mais est de nouveau promu car les équipes devant le SQ sont des équipes réserves.
Pour son retour en D2, l’entraîneur Marc Rastoll est remplacé par Jacques Castellan. Cette première saison sous Castellan est compliquée pour le promu de Division 3, le club est relégable durant toute la première partie de saison et éliminé au 7e tour de la Coupe de France. Finalement, le club termine à la 15e position grâce à une différence de buts que le Red Star qui sera repêché. Le club acquiert le statut professionnel pour la première fois de son histoire. La première partie de la saison suivante est catastrophique, Jacques Castellan est limogé et remplacé par Wlodzimierz Lubanski alors que le club est relégable. Ce changement aura pour conséquence que le SQ remonte dans le classement et termine finalement 9e de son groupe. Wlodzimierz Lubanski quitte le club et est remplacé par Pierre Garcia, soit le 7e entraîneur en 9 saisons. Malgré un début de saison tonitruant, le club termine finalement 8e de son groupe soit l'une des meilleures performances du club en Division 2.
Pour la saison 1986-1987, le club quimpérois a pour ambition de rester sur la dynamique des deux saisons précédentes. Bien que commençant la saison au bord de la relégation, l’équipe termine le championnat, à la 5e place, à cinq points du dernier barragiste, le FC Mulhouse. Malgré une très bonne saison, le public était très peu présent, puisqu’en moyenne, les matchs du SQ à Penvillers ont été suivis par seulement 1 600 spectateurs.

### L'apogée puis une fin brutale (1987-1990)
Lors de l'intersaison 1987, le club se retrouve endetté et est menacé de dépôt de bilan. Il parvient à se sauver grâce à la constitution d’une société d’économie mixte chargée de gérer la section professionnelle. Ce groupe contient des sociétés privées comme le Groupe Leclerc. La saison 1987-1988 est placée sous le signe de la reconstruction financière et sportive. Le club voit le départ de Pierre Garcia, le coach est remplacé par Georges Peyroche, entraîneur qui avait précédemment entraîné le Paris SG. Les ambitions de Quimper sont importantes : la montée en Division 1 d’ici quelques années. Le Stade Quimpérois devenu Quimper Cornouaille FC, recrute de nombreux joueurs mais malgré cela le début de saison est décevant, l’équipe se retrouve à jouer le maintien et enchaîne des hauts et des bas dans le classement. C'est en Coupe de France que le QCFC brille en se qualifiant pour les quarts de finale après avoir battu successivement le Stade rennais, le SO Cholet et La Roche-sur-Yon,. Le quart de finale l'oppose au FC Metz, club de première division et vainqueur de l’édition d'il y a 4 ans. Au match aller, devant 10 089 spectateurs, Didier Monczuk offre la victoire sur coup franc et permet à son équipe de prendre une bonne option pour le match retour. L’équipe se rend à Saint-Symphorien pour le match retour, remporté facilement par les messins, cinq buts à zéro, face à un Quimper CFC en infériorité numérique. Finalement, en D2, les Quimpérois terminent 14e du classement du groupe.
Après une saison décevante, le club se fixe pour objectif de monter en Division 1 d'ici deux ans. Pierre Garcia remplace Georges Peyroche au poste d'entraîneur. Le QCFC joue dans le haut de tableau et accumule les bons résultats, terminant à la 5e place, proche de la place de barragiste. Le club s’impose même contre le Brest Armorique FC, prétendant à la montée, devant 11 159 spectateurs, record d'affluence du club en Division 2. En Coupe de France, le club est éliminé en 16e de finale par l'Olympique de Marseille. À la fin de la saison, le club vogue entre la 3e et la 4e place, la 3e place étant qualificative pour les barrages. Lors de l'avant-dernière journée, devant 9 622 spectateurs, le FC Mulhouse bat les quimpérois qui redescendent à la 4e place à la suite d'une différence de buts inférieure au Stade rennais. Finalement ce sont les bretilliens qui joueront les barrages grâce à une meilleure différence de buts que les quimpérois qui termine à la 4e place du groupe.
Après un échec au bord des barrages, le club veut toujours jouer la montée mais se retrouve endetté de 16,5 millions de francs,. Le club dépose le bilan mais participe tout de même au championnat de Division 2. L'équipe est fortement affaiblie par le départ de nombreux joueurs. Après un début de saison  catastrophique, Quimper qui prétendait il y a peu jouer la montée, se retrouve contraint de lutter pour le maintien. Après une saison totalement ratée avec seulement quatre victoires, le club termine dernier de sa poule et redescend en Division 3 et perd dans un premier temps son statut professionnel qu'il avait acquis en 1983.

### Stabilisation et difficultés financières (1990-1997)
Après une relégation logique, le QCFC repart en Division 3 avec l’ambition de remonter en D2. Finalement, malgré le dépôt de bilan, le club garde son statut professionnel, provisoirement. Le club débute par une large victoire, cinq buts à un contre l’US Montagnarde. Après deux défaites, les résultats du club sont très bons avec seulement 2 défaites en 17 matchs et une qualification pour le 8e tour de la Coupe de France. Pour le 8e tour, Quimper est opposé au SCO d’Angers, à lutte pour la montée en Division 1. Au Stade Jean-Bouin, les Angevins s’imposent deux buts à zéro et les Quimpérois sont éliminés. La fin de saison est moyenne et le SQ loupe la montée en D2 à 6 points d’Ancenis en terminant 5e du groupe « Ouest ». La saison suivante est moyenne, surtout la fin de saison et pour la première fois, le SQ termine dans la deuxième partie de tableau en Division 3. Lors de cette saison, le SQ termine 10e avec 29 points. C'est après cette saison que le club abandonne son statut professionnel pour revenir au statut amateur. La saison suivante est la dernière saison de la Division 3, les quatre premiers sont promus dans la nouvelle National 1. Le début de saison est catastrophique avec 5 défaites en 8 matchs, la suite de la saison est excellente avec seulement 2 défaites lors des 22 prochains matchs. En Coupe de France, le SQ est éliminé dès le 5e tour, premier tour pour les clubs de Division 3. Le club termine 5e, à la suite de la non-promotion du FC Grenoble 38 dans la nouvelle National 1, c'est l'équipe quimpéroise qui remplace le club isérois.
Pour la première saison, le Stade Q tombe dans le groupe du Stade brestois 29, de l’EA Guingamp et du FC Lorient. La saison du SQ est moyenne, le club joue le maintien mais finalement, le club va se maintenir après une victoire contre le rival brestois, le club termine 13e sur 18 à deux points du premier relégable, l’AS Évry. Pour sa seconde saison en National 1, le club a pour objectif le maintien mais cela va être compromis puisque le club gagne que 2 de ses 20 premiers matchs et se retrouve dans la zone des relégables. La fin de saison est meilleure mais cela ne suffit pas et le SQ termine 16e et est donc relégué en National 2 mais à la suite de la rétrogradation administrative de cinq clubs, le SQ est maintenu. La saison suivante sous Raymond Keruzoré est bien meilleure, le club voguant dans le milieu de tableau et terminant sa saison à la 10e place. Durant l’intersaison, le club est rétrogradé en National 3 par la DNCG mais finalement en appel, la rétrogradation est annulée et le club participe à une nouvelle saison en National 1.
La saison suivante, le club se retrouve endetté de plusieurs millions de francs mais participe à la dernière saison de la National 1 avec la formule à deux groupes. Pour être maintenu, il faut terminer avant la 8e place. Durant la saison, le club est dans le milieu de tableau et termine finalement 11e sur 18, insuffisant pour être maintenu. Le club est relégué en CFA mais à la suite de ses problèmes financiers, le club dépose le bilan durant le mois de juin 1997 et le club est au départ rétrogradé en CFA 2 mais finalement le Stade Q est rétrogradé en DSR, second niveau régional et septième niveau national.

### Renouveau au niveau régional (1997-2007)
De retour au niveau amateur, le club recommence à zéro tout comme le Stade briochin, qui la même année, dépose le bilan et repart en CFA 2. Le Stade quimpérois est renommé en Stade Quimpérois 2000 et repart quant à lui, en DSR, Division Supérieure Régionale. Pour sa première saison, le club réussit sa saison et monte en DH en terminant premier de son groupe. Pour sa première saison en DH, depuis 1962, le club a l’ambition de remonter au niveau national mais la saison est ratée et le Stade Q 2000 termine dernier et retourne en DSR,, ce retour sera éphémère puisque le club remonte directement en Division d’Honneur en terminant de nouveau premier de DSR.
Pour son retour en DH, le club ne veut plus faire l’ascenseur entre la DH et la DSR et cela va se concrétiser avec une huitième place et un premier maintien en DH,. La saison suivante, le club va jouer la montée en CFA 2 et la saison est réussie puisque le club termine second mais cela n’est pas suffisant pour monter en CFA 2 puisque le club ne participe pas aux barrages entre les seconds de DH,. La saison suivante, le club est l’un des favoris à l’accession en CFA 2. En Coupe de France, le club réussit à atteindre les 32e de finale et lors du tirage au sort, il tombe avec le Lille OSC, club de Ligue 1. Dans un Stade de Penvillers, rempli par 6 571 spectateurs, le SQ 2000 s’incline trois buts à zéro après avoir le 0-0 durant toute la première période,. En championnat, malgré une seconde place avec moins de points que l’année précédente, cette fois-ci le club participe aux barrages entre les clubs de DH que les Quimpérois remportent et par conséquent monte en CFA 2,.
De retour au niveau national, le club renommé en Stade quimpérois a comme objectif de se maintenir. Le club commence avec une première partie de saison moyenne avec beaucoup de matchs nuls, 9 nuls en 15 matchs et un quatre partout comme premier match de la saison contre Dives-Cabourg. La seconde partie est plus compliquée et malgré trois victoires lors des trois derniers matchs, le Stade Q est relégué en sans passer par les barrages, le club échoue au maintien à seulement 2 points, du premier non-relégable, Plabennec.
La saison en DH est une saison moyenne avec, contrairement à la saison précédente, peu de matchs nuls. Malgré être dans le bas de tableau, le club se maintient assez facilement et termine à la 7e place du groupe,. La saison suivante, le club a pour objectif, la remontée en CFA 2 et échoue de très peu puisque malgré une très bonne saison, avec seulement 3 défaites, le club termine second et lors des barrages, le Stade Q s’incline et reste donc en Division d’Honneur,. La saison suivante, le club est favori à l’accession en CFA 2 et après un échec, la saison précédente, le club réussit une saison presque parfaite avec notamment en championnat, une série de 13 victoires de rang entre la 8e et la 20e journée. À la fin de la saison, le club termine premier avec 87 points, 19 victoires en 26 matchs et seulement 13 buts encaissés,.

### Retour éphémère au niveau national (2007-2011)
Après cette remontée en CFA 2, l'objectif du club pour la saison est le maintien. Mais sur le terrain, les quimpérois surprennent en se classant dans le haut de tableau dès le début de la saison. De plus en Coupe de France, le club parvint à se qualifier pour le huitième tour. Au 8e tour, les quimpérois se retrouvent opposés au Stade brestois qui parviendra devant 5 000 spectateurs à Penvillers, à s'imposer deux buts à un. Après la fin de leur série à Alençon, les quimpérois enchaînent de nouveau les bons résultats. Lors de la 27e journée, une victoire sur la plus petite des marges contre le rival concarnois permet au club d'assurer sa montée en CFA à 3 journées de la fin. Après cette montée acquise, l'équipe se relâche et perd ses 3 derniers matchs.
Promu surprise de CFA, le club quimpérois a pour objectif de se maintenir. Durant l'été, le Stade Quimpérois est renommé en Quimper Cornouaille FC, nom porté par le club de 1987 à 1992,. La saison de l'équipe débute très bien avec 5 victoires en 8 matchs et un public retrouvé puisque le club attire plus de 1 000 spectateurs à Penvillers, lors de la réception de la réserve du Stade rennais. À la mi-saison, le club atteint la 5e place et en parallèle l'équipe est éliminé aux tirs au but par les Chamois niortais, en Coupe de France lors du 8e tour. La seconde partie de saison du club est bien compliquée avec notamment une période de 9 matchs consécutifs sans victoire. Finalement, le club se maintient avec 73 points soit un point d'avance sur le premier relégable et une 13e place sur 18. Finalement, à la suite du rajout d'un point au Red Star, qui l'avait perdu à cause d'un lancer de projectile, le club est classé 14e sur 18.
Pour sa seconde saison en CFA, le club a pour objectif le maintien, pour cela, le club au plus petit budget du groupe, recrute notamment Riyad Mahrez, futur joueur de Manchester City et Mathias Pogba, frère de Paul Pogba,. La saison du club est bien plus compliquée que la précédente et durant la majeure partie de la saison est classé dernier du groupe. En Coupe de France lors du 7e tour, l'équipe est éliminée à La Réunion, par l'Excelsior Saint-Joseph, un but à zéro. Avec seulement 5 victoires, le club termine avant-dernier du groupe et retourne par conséquent en CFA 2.
Après sa relégation en CFA 2, le club est annoncé comme l'un des favoris à la montée en CFA. Le début de saison du club est compliqué puisque malgré une victoire 3-0 lors du premier match, le club s'enlise dans le bas du classement avec 8 matchs sans victoire et une élimination au 4e tour de la Coupe de France par Saint-Renan. Bien que l'espoir croie renaître avec 3 victoires de suite entre la 9e et la 11e journée, la seconde partie est catastrophique et le QCFC s'enlise dans les bas-fonds du classement. Finalement, le club termine dernier et est relégué pour la seconde fois consécutivement, ainsi il retourne au niveau régional, en Division d'Honneur.

### Fusion et chute brutale jusqu'en DRH (2011-2016)

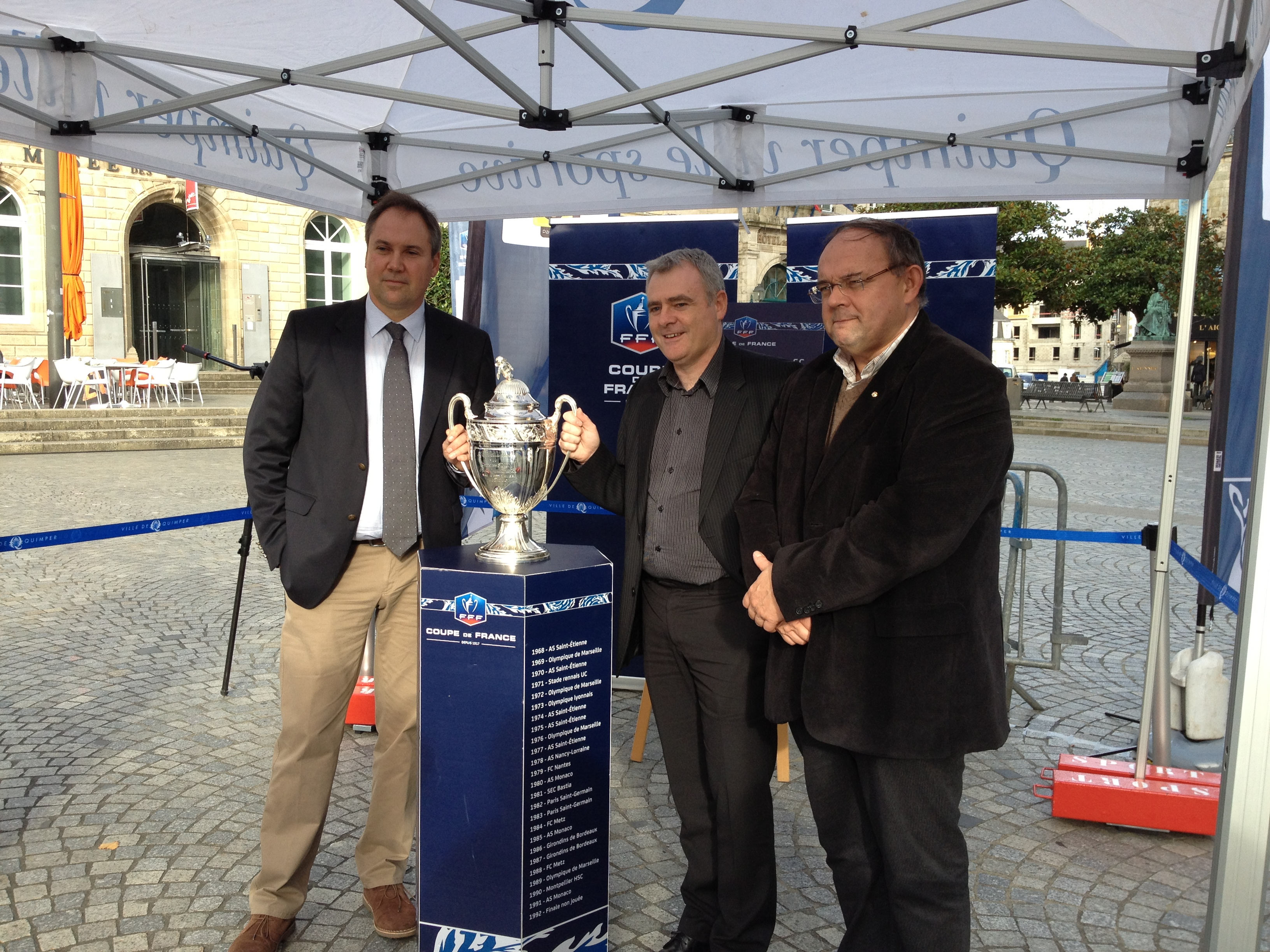
La Coupe de France à Quimper pour le match de rêve 2013-2014.

Durant l'été 2011, le club fusionne avec l'Étoile Sportive Kerfeunteun pour former le Quimper Kerfeunteun Football Club. L'objectif du club est la remontée en CFA 2. Le début de saison du nouveau club est catastrophique mais malgré cela, le club atteint le 6e tour où le club sera éliminé par le Vannes OC, club de National. À la mi-saison, le club est dans les bas-fond du classement. La seconde partie de saison est bien meilleure puisque le club remporte 8 matchs sur 12 disputés et grâce à cela se maintient in extrémis en Division d'Honneur, avec une 7e place.
Dès lors, le QKFC enchaîne 3 relégations successive, terminant dernier de Division d'Honneur lors de la saison 2012-2013. La saison suivante, le club participe au match de rêve de Coupe de France organisé par la FFF, les Quimpérois sont battus par l'Auray FC à domicile, devant 2 500 spectateurs. En championnat, le QKFC se retrouve en DSE (Division Supérieure Elite) et termine à l'avant-dernière place de son groupe et est relégué en DSR (Division Supérieure Régionale). La saison suivante, en DSR, le Quimper KFC termine à l'avant dernière place remportant seulement 4 matchs et est relégué en DRH (Division Régionale Honneur) soit le 9e échelon du football français, le 4e échelon régional. En DRH, pour la saison 2015-2016, le QKFC se maintient lors de la dernière journée, terminant 8e sur 12, à deux points de la relégation en PH (Promotion d'Honneur).

### Remontées progressives et structuration (depuis 2016)
Au plus bas, le Quimper KFC veut se relancer et réussit à se relancer grâce à une bonne saison ponctuée par une 5e place. À la suite de cette place, le club est positionné dans la nouvelle Régional 3, loupant une place pour la nouvelle Régional 2 à deux points près. La saison 2017-2018 du club dans cette nouvelle Régional 3 est réussi puisque le club termine premier de son groupe avec 7 points d'avance sur le second et est promu en Régional 2. Pour sa première saison en Régional 2, le club réalise une bonne performance pour un promu, terminant 5e dans un groupe largement dominé par la Stella Maris de Douarnenez ayant 13 points d'avance sur le second.
Malgré deux montées en 3 ans, le club est en difficultés financières, ayant entre 60 000 et 80 000 € de dettes. À ce moment-là, le PDG de l'entreprise Locarmor prend les rênes du club et éponge les dettes. Pour la saison 2019-2020, le QKFC termine de nouveau 5e de son groupe après seulement 13 journées, championnat arrêté prématurément à la suite des annonces de confinements à cause de la Covid-19. La saison suivante est arrêtée après seulement cinq journées à la suite de l'annonce d'un second confinement et la fin des compétitions amateurs. Après deux saisons non-terminées des suite de la Covid-19, la saison 2021-2022 sera jouée dans son intégralité, durant cette saison le QKFC joue les premiers rôles. Luttant pour la montée avec Plougastel et la réserve de Plouzané. Finalement, lors de l'avant-dernière journée, le club valide sa promotion en Régional 1 et lors de la dernière journée, valide sa première place à la suite du forfait de l'US Quimper, dernier de la poule.
Le club arrive en Régional 1 avec pour principal objectif, le maintien. Pour cela, le club recrute des joueurs d'expérience ayant joués en National 3 et en Régional 1 comme Corentin Podeur, buteur à 9 reprises en National 3 avec l'US Trégunc. Cependant, le début de saison sera difficile avec aucune victoire lors des cinq premiers matchs et une élimination au 4e tour de la Coupe de France ce qui entraîne le limogeage de l'entraîneur, Éric Gaillard. Remplacé par Saïf Basli, l'équipe quimpéroise se relance en remportant 6 matchs sur 9, remontant à la cinquième place. À la suite de sa victoire 5-0 face à la réserve de Plabennec, mettant fin à 5 matchs sans victoire, le club assure son maintien en Régional 1.

## Identité du club
Le Stade quimpérois a durant son histoire, hérité de plusieurs surnoms. Les initiales du club (SQ) étaient présentes sur les plus anciens logos du club, certains le surnomment Stade Q. Dans les années 1920, l'équipe était surnommée La Rafale car elle écrasait les autres équipes et remportait de nombreux trophées. Depuis la création du Quimper Kerfeunteun FC, certains le surnomment par le biais des initiales (QKFC).

### Logos
- 1976 : Il indique les initiales SQ du Stade quimpérois, la lettre S en blanc avec un contour et la lettre Q entièrement en noir.
- 1980 : Il s'agit d'un logo en forme de bouclier, aux couleurs du club, le noir sur les côtés et le blanc au centre. Les initiales du club sont inscrites en noir sur la partie centrale blanche.
- 1985 : Il s'agit de l'ancien logo mais contrairement à ce dernier, les couleurs sont inversées, le blanc sur les côtés et le noir au centre. Les initiales du club sont inscrites en blanches sur la partie centrale noire.
- 1987 : Avec le changement de nom du club, le logo change complètement. Celui-ci garde la forme en bouclier ainsi que le bicolor blanc-noir mais uniquement sur sa partie haute. Le nom complet du club (Quimper Cornouaille Football Club) est inscrit au centre avec comme fond, la mer et la plage, représentant la Cornouaille. Enfin, en dessous du lettrage, est présent un ballon noir et blanc.
- 1992 : Avec le retour au nom Stade quimpérois, le logo est entièrement changé. De forme carré et sur un fond blanc, on peut apercevoir deux joueurs de football en son centre avec un ballon au centre du logo. Le nom Stade est inscrit en noir au-dessus des deux joueurs et le nom quimpérois est inscrit en blanc sur un fond noir.
- 1997 : à la suite du dépôt de bilan et au changement de nom du club en Stade quimpérois 2000, le nombre 2000 est ajouté en blanc sous le nom quimpérois.
- 2003 : en revenant à son nom d'origine, le logo de 1992 à 1997 est rétabli.
- 2008 : avec le changement de nom en Quimper Cornouaille Football Club, le logo ayant une forme et un coloris identique au logo utilisé de 1980 à 1985. Le nom du club est inscrit en blanc sur son haut, une hermine, représentation de la Bretagne est présente au milieu du logo. Enfin, un ballon est en partie visible dans le bas du logo.
- 2011 : à la suite de la fusion créant le Quimper Kerfeunteun FC, le logo change complètement. Sur un fond bleu, on aperçoit les jambes d'un joueur en blanc et les lettres Q et K en noir autour du joueur. En dessous de celui-ci, les lettres F et C en jaunes sont présentes autour d'un ballon bicolor. Enfin, sur la partie gauche, 5 hermines sont positionnées au-dessus d'un fond blanc.
- 2022 : évolution du précédent logo par le biais de l'inscription du nom de la ville « Quimper » en blanc, au-dessus du logo. De plus, le bleu est éclairci, le ballon voit sa direction changer.

Historique des logos du Stade Quimpérois/Quimper CFC/Quimper KFC
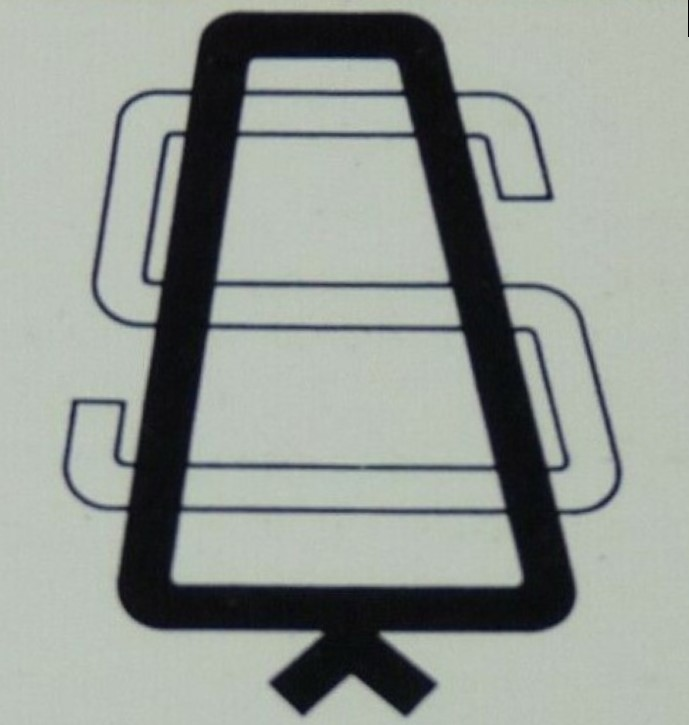
Logo du Stade quimpérois (1976-1980)
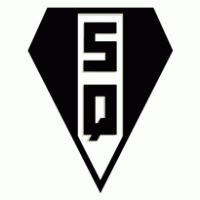
Logo du Stade quimpérois (1980-1985)
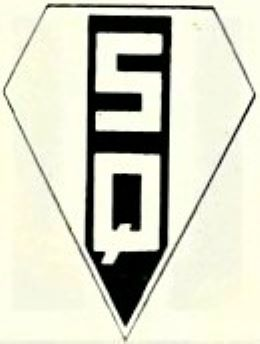
Logo du Stade quimpérois (1985-1987)
Logo du Quimper Kerfeunteun FC (depuis 2011)

### Couleurs
Lors de la création du club, les maillots du club étaient de couleur noir et bleu ciel. Le bleu ciel a progressivement disparu pour être remplacé par du blanc. De nos jours, les couleurs du club sont le noir et le blanc bien que le logo soit à majorité de couleur bleu.

## Palmarès et records

### Palmarès
| Compétitions nationales | Compétitions régionales |
| Compétitions actuelles : - Division 2/Ligue 2 - Meilleur classement : 4e (en 1989) - CFA 2/National 3 - Vainqueur de groupe : 2008 (groupe H) - Coupe de France - Meilleure performance : Quart de finale (en 1988) - Coupe Gambardella - Meilleure performance : 8e de finale (en 1990) Anciennes compétitions : - Coupe d'été (1982) - Meilleure performance : 1er tour (en 1982) - Coupe de la Ligue (1984-1994) - Meilleure performance : 1er tour (en 1984 et 1986) - Championnat de France amateur (1935-1971) - Demi-finaliste : 1938 - Quatrième de la poule finale : 1951 - Vainqueur du groupe Ouest : 1938 et 1951 | Compétitions actuelles : - Championnat de l'Ouest / de Bretagne - Champion : 1924, 1926, 1928, 1933, 1938, 1949, 1962, 1977rés et 1989rés2007 - Coupe de l'Ouest / de Bretagne, - Vainqueur : 1924, 1928, 1933, 1959, 1996 |

### Bilan des championnats disputés
À l'issue de la saison 2020-2021, le Quimper KFC totalise 16 participations au championnat de France de 2e division et 11 participations de 3e division (depuis 1970).
Le club a participé à 101 éditions de la Coupe de France, ne participant aux éditions 1917-1918, 1918-1919 et 1919-1920, étant non affilié à la Fédération Française de Football.
Le tableau ci-dessous récapitule tous les matchs officiels disputés par le Stade Quimpérois/Quimper KFC dans les différentes compétitions nationales à l'issue de la saison 2021-2022,, :
| Championnats          | Saisons | Meilleure Perf.     | J    | G   | N   | P   | BP   | BC   | DB   |
| Division 2 / Ligue 2  | 16      | 4e en 1988-1989     | 536  | 156 | 155 | 225 | 584  | 742  | -158 |
| National 1 / National | 4       | 10e en 1995-1996    | 134  | 35  | 46  | 53  | 118  | 178  | -60  |
| Division 3            | 7       | 2e en 1974 et 1976  | 216  | 97  | 62  | 57  | 340  | 213  | +127 |
| CFA (1935-1971)       | 16      | 1er en 1938 et 1951 | 380  | 162 | 88  | 136 | 617  | 521  | +96  |
| CFA / National 2      | 2       | 14e en 2008-2009    | 68   | 14  | 22  | 32  | 51   | 98   | -47  |
| CFA 2 / National 3    | 3       | 1er en 2007-2008    | 90   | 29  | 23  | 38  | 101  | 137  | -36  |
| Total                 | 47      | 4e de D2 en 1989    | 1430 | 493 | 396 | 541 | 1811 | 1889 | -78  |

#### Parcours du club
Ce tableau récapitule le parcours du club de 1933, création du premier championnat professionnel, à 1970, fin de la séparation des équipes professionnelles et amateures,.
Ce second tableau récapitule le parcours du Stade quimpérois de 1970 et sa promotion dans la nouvelle National (2e échelon) à 1997 et son dépôt de bilan, faisant retourner le club au niveau régional,.
Ce troisième tableau récapitule le parcours du Stade quimpérois, devenu Quimper Kerfeunteun FC en 2011, de son dépôt de bilan en 1997 à aujourd'hui. Le club joue actuellement en Régional 1.
| Promotion | Relégation |

### Coupe de France
Le Stade quimpérois participe pour la première fois en Coupe de France lors de la troisième édition, 1920-1921. Lors de cette édition, le club bat l'Armoricaine de Brest au premier tour mais finalement, ce sont les brestois qui se qualifient sur tapis vert et participeront au second tour. En 1926, le club attient pour la première fois les 32e de finale et ne s'arrêtant pas là, le Stade Q se qualifie pour les 16e de finale où ils seront éliminés par l'AC Amiens. Le club récidivera en 1928 où ils seront éliminés par le Red Star. Durant l'entre-deux guerres, le SQ atteint à cinq reprises les 32e de finale (en 1927, 1929, 1931, 1935 et 1936,,,,).
Après-guerre, le Stade Q n'arrive pas à passer le plafond de verre des 16e de finale. En 1948, ils sont éliminés par l'OGC Nice après avoir pourtant mené deux buts à zéro. Du début des années 1950 à la fin des années 1980, le Stade Q est éliminé à 12 reprises en 32e de finale et à 3 reprises lors des 16e de finale. Lors de la saison 1987-1988, le Stade Q renommé en QCFC atteint pour la première (et seule fois jusqu'à aujourd'hui) les quarts de finale de la Coupe. Opposé au FC Metz, le QCFC remporte le match aller, un but à zéro, mais lors du match retour, les quimpérois sont éliminés après une défaite cinq buts à zéro face au futur vainqueur de l'édition.
La saison suivant cette performance, le QCFC atteint de nouveau les 16e de finale, éliminé par l'Olympique de Marseille. Depuis le début des années 1990, le Stade quimpérois n'a atteint qu'à une seule reprise les 32e de finale, c'était en 2003 et le Lille OSC les élimina sur le score de trois buts à zéro. En 2013, le QKFC participe au match de rêve de cette édition mais il s'incline deux buts à un face à l'Auray FC.
| Vainqueur | Finaliste | Demi-finale | Quart de finale | 8e de finale | 16e de finale | 32e de finale |
| 0         | 0         | 0           | 1               | 0            | 7             | 18            |

## Infrastructures du club

### Stade de Penvillers

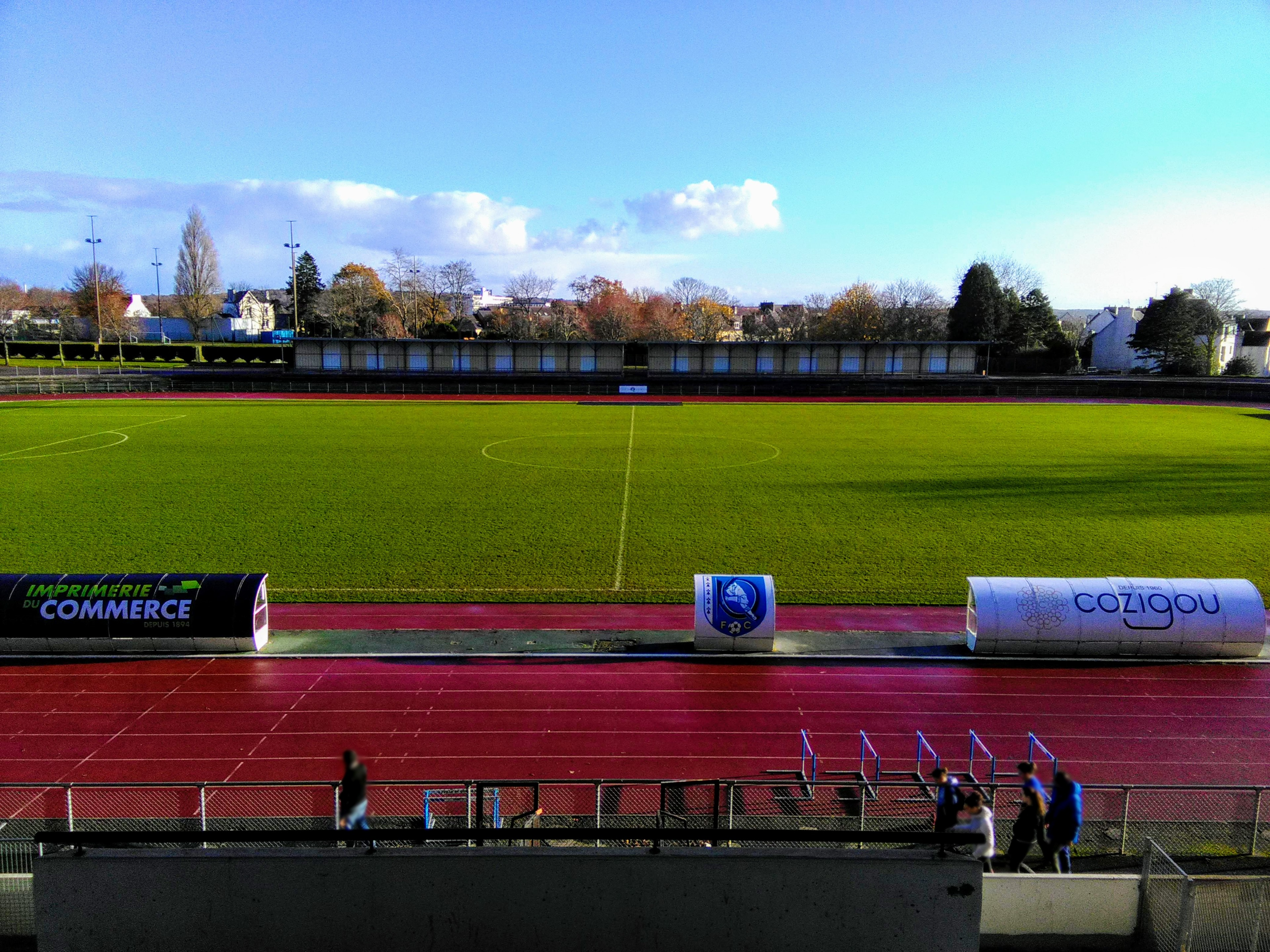
Le terrain principal, avant sa destruction entre novembre 2022 et mars 2023.

Depuis son inauguration, le 25 août 1968, le Stade quimpérois devenu Quimper KFC joue l'ensemble de ses matchs. Il s'agit d'un stade omnisports équipé d'une piste d'athlétisme et d'une capacité de 7 758 places repartie sur 2 tribunes. La tribune « Honneur », couverte, comportant 2 717 places assises, la tribune « Populaire », ceinturant la piste d'athlétisme, pouvant accueillir 2 531 places assises et enfin 2 510 places debout en pourtour. C'est ce stade qui accueilli le Stade quimpérois durant ces plus grandes heures en Division 2 et qui a le record de la plus grande affluence pour un match de football dans le Finistère-Sud puisque 20 020 spectateurs ont assisté au match de Coupe de France entre l'AS Saint-Etienne et le Stade Léonard Kreisker, remporté par les stéphanois, cinq buts à zéro.
Le stade fait partie d'un complexe sportif comportant trois autres terrains de football, un terrain en herbe, un terrain stabilisé et le Stade de Stang-Vihan équipé d'une pelouse synthétique et d'une tribune de 364 places assises. C'est d'ailleurs sur ce terrain que le club joue l'ensemble de ses matchs depuis la fusion entre le Stade quimpérois et l'ES Kerfeunteun et la redescente au niveau régional cependant il n'est pas réellement aux normes pour le Régional 1, le club ayant obtenu une dérogation afin de pouvoir y jouer ses matchs,.
Depuis novembre 2022, le complexe sportif est en cours de rénovation notamment sur le terrain principal où l'ensemble des tribunes ont été détruites ainsi que la piste d'athlétisme afin d'y construire un nouveau stade d'athlétisme ne pouvant plus accueillir de matchs de football. Le complexe sera alors divisé en deux parties, une partie pour l'athlétisme et une partie pour le football qui devrait voir la réalisation d'un second terrain synthétique remplaçant celui en stabilisé ainsi que la création d'un éclairage sur le terrain en herbe.

### Stade de Kerhuel
Le stade de Kerhuel est un stade de football inauguré en 1842 comportant un terrain de football, la capacité du stade est de 2040 places dont 40 places assises dans une tribune. Le club y jouait ses matchs de 1920 à 1968. Depuis le départ de l'équipe masculine au Stade de Penvillers, l'équipe féminine y joue pour ses matchs de Régional 1.

### Vélodrome de l'Odet
De 1905 à 1920, le club évolue au Vélodrome de l'Odet située dans le quartier du Ludugris. Il s'agit d'un terrain de football ceinturé par une piste cyclable. Aujourd'hui, le stade n'existe plus, il a été détruit à une date inconnue (avant ou pendant la 2e Guerre Mondiale).

## Joueurs et personnalités du club

### Entraîneurs
| Rang | Pays | Nom                  | Période     |    | Rang | Pays                               | Nom              | Période     |
| ---- | ---- | -------------------- | ----------- | -- | ---- | ---------------------------------- | ---------------- | ----------- |
| 1    |      | Pierre Philippe      | 1946 - 1959 |    | 15   |                                    | Raymond Keruzoré | 1995 - 1996 |
| 2    |      | Edmond Le Maître     | 1959 - 1971 | 16 |      | Noël Tosi                          | 1996 - 1997      |             |
| 3    |      | Marcel Mao (en)      | 1971 - 1976 | 17 |      | Jean-Paul Thomas                   | 1997 - 2001      |             |
| 4    |      | Robert Dewilder      | 1976 - 1978 | 18 |      | Jean-Marie Daniel / Franck Treguer | 2001 - 2004      |             |
| 5    |      | Jean Brélivet        | 1978 - 1979 | 19 |      | Pascal Laguillier                  | 2004 - 2005      |             |
| 6    |      | Joël Le Bris         | 1979 - 1981 | 20 |      | Ronan Salaün                       | 2005 - 2010      |             |
| 7    |      | Marc Rastoll         | 1981 - 1983 | 21 |      | Patrick Le Polotec                 | 2010 - 2011      |             |
| 8    |      | Jacques Castellan    | 1983 - 1984 | 22 |      | Sébastien Le Naour                 | 2011 - 2012      |             |
| 9    |      | Włodzimierz Lubański | 1984 - 1985 | 23 |      | Florent Philippe                   | 2012 - 2013      |             |
| 10   |      | Pierre Garcia        | 1985 - 1987 | 24 |      | Julien Rozec                       | 2013 - 2014      |             |
| 11   |      | Georges Peyroche     | 1987 - 1988 | 25 |      | Cédric Colin                       | 2014 - 2015      |             |
| 12   |      | Pierre Garcia        | 1988 - 1990 | 26 |      | Ronan Salaün                       | 2015 - 2018      |             |
| 13   |      | Marc Rastoll         | 1990 - 1993 | 27 |      | Éric Gaillard                      | 2018 - 2022      |             |
| 14   |      | Roger Pohon          | 1993 - 1995 | 28 |      | Saïf Basli                         | depuis 2022      |             |

## Structures du club

### Aspects juridiques et économiques

#### Statut juridique et dénomination du club
- 1905-1987 : Stade quimpérois[1]
- 1987-1992 : Quimper Cornouaille FC[4],[5]
- 1992-1997 : Stade quimpérois[2]
- 1997-2003 : Stade quimpérois 2000[8]
- 2003-2008 : Stade quimpérois[3]
- 2008-2011 : Quimper Cornouaille FC[6],[7]
- depuis 2011 : Quimper Kerfeunteun Football Club[7]

#### Éléments comptables
Chaque saison, le Quimper KFC publie son budget prévisionnel de fonctionnement après validation auprès de la DNCG, l'instance qui assure le contrôle administratif, juridique et financier des associations et sociétés sportives de football afin d'en garantir la pérennité. Le budget prévisionnel d'un club s'établit en amont de l'exercice à venir et correspond à une estimation de l'ensemble des recettes et des dépenses prévues par l'entité. Le tableau ci-dessous résume les différents budgets prévisionnels du club saison après saison.
| Saison   | 1988-1989  | 1989-1990  | 1990-1995 | 1995-1996  | 1996-1997  | 1997-1998 | 1998-2004 | 2004-2005 | 2005-2006 |
| Division | Division 2 | Division 2 | ...       | National 1 | National 1 | DSR       | ...       | DH        | DH        |
| Budget   | 20 MF      | 18 MF      | ...       | 3 MF       | 3 MF       | 637 KF    | ...       | 100 K€    | ...       |

| Saison   | 2006-2007 | 2007-2008 | 2008-2009 | 2009-2010 | 2010-2011 | 2011-2012 | 2012-2013 | 2013-2014 |
| Division | DH        | CFA 2     | CFA       | CFA       | CFA 2     | DH        | DH        | DSE       |
| Budget   | 120 K€    | 241 K€    | 462 K€,   | 644 K€,   | 250 K€    | 170 K€    | ...       | 120 K€    |

| Saison   | 2014-2015 | 2015-2016 | 2016-2017 | 2017-2018  | 2018-2019  | 2019-2020  | 2020-2022  | 2022-2023  |
| Division | DSR       | DRH       | DRH       | Régional 3 | Régional 2 | Régional 2 | Régional 2 | Régional 1 |
| Budget   | 120 K€    | 100 K€    | 120 K€    | 200 K€     | 250 K€     | 250 K€     | ...        | 280 K€     |

#### Sponsoring
Depuis 2019, l'entreprise Locarmor appartenant au président du club Yannick Crenn, sponsorise le club à hauteur de 60 000 € par an. De plus, le club quimpérois est en partenariat avec de multiples entreprises dans des domaines diverses.
Dans le passé, d'autres entreprises ont sponsorisé le Stade Quimpérois, comme Armor-Lux, Rallye ou encore Colas.

## Autres équipes

### Equipe réserve
Le club comprend une équipe réserve jouant actuellement en Régional 3. Cette équipe joua au niveau national de la fin des années 1970 au début des années 1990, jouant 2 saisons en Division 3 ainsi que 6 saisons en Division 4. L'équipe réserve quimpéroise détient un record en Division 3, en effet, il s'agit de la seule équipe qui n'a remporté aucun match lors d'une saison complète (lors de la saison 1981-1982),.

### Section féminine
Il comprend également une section féminine créée en 1971, qui est une des équipes pionnières du foot féminin en France. L'équipe évolue en Régional 1 (3e échelon) depuis 6 saisons, après une relégation de Division 2 lors de la saison 2015-2016. L'équipe féminine du Stade quimpérois a déjà évolué en première division féminine pendant plusieurs années.